# Jumigny
Jumigny é uma comuna francesa na região administrativa de Altos da França, no departamento de Aisne. Estende-se por uma área de 2,49 km². Em 2010 a comuna tinha 66 habitantes (densidade: 26,5 hab./km²).